# Хэй, Джордж, 2-й граф Кинньюл
Сэр Джордж Хэй, 2-й граф Кинньюл (англ. George Hay, 2st Earl of Kinnoull; 1596 — 5 октября 1644) — шотландский пэр, военный офицер и политический деятель.

## Биография
Второй сын Джорджа Хэя, 1-го графа Кинньюла (1570—1634), который был назначен графом Кинньюлом королем Карлом I Стюартом в 1633 году, и Маргарет Халибертон (? — 1633), дочери сэра Джеймса Халибертона.
В декабре 1634 года после смерти своего отца Джордж Хэй унаследовал его титулы и владения, став 2-м графом Кинньюлом.
Он был членом Тайного совета Шотландии и служил капитаном йоменов гвардии с 1632 по 1635 год. Он был яростно предан как лоялист королю Карлу; он сражался в Гражданской войне в Англии, когда отличился «непоколебимой верностью своему несчастному государю и доблестными и активными солдатскими заслугами в его деле».
В 1643 году граф Кинньюл отказался подписать Торжественную Лигу и Ковенант.
Граф умер в Уайтхолле 5 октября 1644 года. Он был похоронен в церкви Уолтем-Эбби в Эссексе.

## Семья
Его старший брат, сэр Питер Хэй, умер неженатым в 1621 году, оставив Джорджа наследником графства. В 1622 году он женился на Энн Дуглас (? — 1667), старшей дочери Уильяма Дугласа, 7-го графа Мортона, и леди Энн Кейт. У них было шесть сыновей и шесть дочерей:
- Джордж Хэй, 3-й граф Кинньюл (? — 1649/1650), старший сын и преемник отца
- Уильям Хэй, 4-й граф Кинньюл (? — 1677)
- Джеймс Хэй
- Роберт Хэй
- Питер Хэй, крещен 11 июня 1632 года
- Чарльз Хэй
- Энн Хэй
- Маргарет Хэй
- Мэри Хэй (? — ноябрь 1667), вышла замуж 6 февраля 1662 года за Джорджа Кита, 8-го графа Маришаля (после 1614—1694)
- Элизабет Хэй
- Джин Хэй
- Кэтрин Хэй (11 сентября 1641 — 11 января 1733), муж с 1670 года Джеймс Бэрд из Окмеддена (ок. 1648—1681).

## Титулатура
- 2-й граф Кинньюл (с 16 декабря 1634)
- 2-й виконт Дапплин (с 16 декабря 1634)
- 2-й лорд Хэй из Кинфаунса (с 16 декабря 1634)